# Tenoxicam
Il tenoxicam è un farmaco anti-infiammatorio non steroideo appartenente alla classe degli oxicam. Viene utilizzato dai clinici per alleviare l'infiammazione ed il dolore associato a numerose patologie.

## Farmacocinetica
Dopo la somministrazione per via orale il farmaco viene rapidamente assorbito dal tratto gastrointestinale e si distribuisce nei vari tessuti biologici: il tenoxicam diffonde con grande facilità nel liquido sinoviale. Il legame con le proteine plasmatiche, ed in particolare con l'albumina, è superiore al 99%. Lo steady state viene raggiunto dopo circa 15 giorni a seguito di somministrazioni ripetute per via orale alla dose di 20 mg una volta al dì. L'emivita plasmatica media è di 72 ore.

Il 65% circa di una dose orale è eliminato con le urine, mentre il 35% è eliminato con la bile (principalmente come metabolita glucuronoconiugato, inattivo). La farmacocinetica del tenoxicam in soggetti anziani, con insufficienza renale o con cirrosi epatica non differisce da quella dei soggetti sani.

## Usi clinici
Il farmaco viene utilizzato per il trattamento del dolore e della flogosi nell'artrite reumatoide, nell'osteoartrosi (gonartrosi e coxartrosi) nella spondilite anchilosante, nella periartrite scapolo-omerale, nell'artrite gottosa, in numerose altre affezioni reumatiche e degenerative e processi infiammatori extraarticolari.

## Effetti collaterali ed indesiderati
Gli effetti collaterali più comuni sono rappresentati da disturbi gastrointestinali quali: bruciori e dolori gastrici, nausea, senso di pienezza, stipsi, diarrea. Altri effetti sono: eruzioni cutanee, dermatiti, afte e stomatiti, secchezza delle fauci, alopecia, cefalea, vertigini, astenia, disturbi del sonno, aumento dell´azotemia, dell'urea e della creatinina.
In alcuni soggetti compare vomito, ulcere peptica, emorragia gastrointetsinale, anemia aplastica, trombocitopenia, alterazioni della funzionalità epatica, ittero da colestasi, insufficienza renale acuta, ritenzione idrica con edema degli arti inferiori, palpitazioni, ipertensione arteriosa, scompenso cardiaco.

In casi sporadici si possono manifestare stomatite ulcerativa, ulcere perforanti, sindrome di Stevens-Johnson, sindrome di Lyell, agranulocitosi, insufficienza cardiaca acuta.

## Controindicazioni
Tenoxicam è controindicato nei soggetti che hanno dimostrato ipersensibilità al farmaco o sostanze chimicamente strettamente correlate. Ulteriori controindicazioni sono rappresentate da: ulcera gastro-intestinale, gastrite, grave insuffcicienza epatica, renale o cardiaca, ipertensione arteriosa grave, alterazioni della crasi ematica, emorragie in atto o diatesi emorragica, trattamento in atto con anticoagulanti.

Il farmaco può dare sensibilità crociata con acido acetilsalicilico o altri FANS.

Se ne deve evitare la somministrazione nei soggetti in cui altri FANS abbiano provocato sintomi di asma, rinite od orticaria.
Non deve essere somministrato a soggetti di età inferiore a 15 anni.

## Dosi terapeutiche
Tenoxicam è in genere assunto al dosaggio iniziale giornaliero 20 mg una volta al giorno. Nelle e terapie a lungo termine è bene ridurre il dosaggio intorno a 10 mg. Nelle forme reumatiche acute è possibile somministrare 40 mg al giorno per i primi due giorni e successivamente ridurre la dose a 20 mg/die per un periodo di ulteriori 7-14 giorni
Nel paziente anziano, secondo il giudizio del curante, la posologia potrà comportare una riduzione dei dosaggi sopraindicati.

## Sovradosaggio
Nella eventualità di un sovradosaggio il farmaco deve essere sospeso e si devono adottare misure che ne riducano l'assorbimento e ne aumentino la velocità di eliminazione. Eventuali disturbi gastrointestinali possono essere trattati con antiacidi e H2 antagonisti.
L´eliminazione del farmaco può essere accelerata dalla assunzione di 4 g di colestiramina.

## Gravidanza ed allattamento
Il farmaco non deve essere somministrato in corso di gravidanza e durante l'allattameno.

## Avvertenze
Il farmaco come altri FANS interferisce con la sintesi delle prostaglandine. Viene richiesta pertanto particolare precauzione all'uso nei soggetti anziani ed in quelli affetti da alterazioni ematiche, asma bronchiale, insufficienza cardiocircolatoria, ipertensione arteriosa, funzionalità epatica o renale ridotta.
L´uso del farmaco in prossimità del parto comporta il ritardo del parto stesso e può anche provocare alterazioni del piccolo circolo del nascituro con gravi conseguenze per la respirazione. 
Data l´interazione con il metabolismo dell´acido arachidonico, in soggetti asmatici o predisposti possono insorgere crisi di broncospasmo, shock ed eventuali altri fenomeni allergici.
Tenoxicam inibendo la sintesi renale delle prostaglandine può alterare l'emodinamica renale ed il bilancio idrosalino.
In alcuni pazienti a rischio di sviluppo di insufficienza renale (anziani, diabetici, cirrotici, soggetti con affezioni renali preesistenti o con insufficienza cardiaca scompensata) è necessario monitorare attentamente la funzionalità cardiaca e renale.

## Interazioni
Anche se uno specifico studio non ha dimostrato interazioni clinicamente significative tra tenoxicam e warfarin, il contemporaneo utilizzo di anticoagulanti orali o eparina determina un aumento del rischio di emorragia.

L´assunzione contemporanea al litio può elevare la concentrazione plasmatica di quest'ultimo oltre la soglia di tossicità.
Il farmaco determina anche un potenziamento della tossicità ematologica del metotrexate, così come un potenziamento dell´effetto antiaggregante della ticlopidina. L'interazione con triamterene comporta un peggioramento della funzionalità renale.

L´associazione con salicilati e altri FANS comporta un aumentato rischio di effetti collaterali, quella con glucocorticoidi aumenta il pericolo di emorragie gastrointestinali.